# Picrasma mexicana
Picrasma mexicana là một loài thực vật có hoa trong họ Thanh thất. Loài này được Brandegee miêu tả khoa học đầu tiên năm 1924.